# Martiniano de Milán
Martiniano o Martino (f. Milán, 435), fue arzobispo de Milán desde 423 hasta su muerte. Es venerado como santo por la Iglesia Católica que lo recuerda el 29 de diciembre.

## Hagiografía
El obispo de Milán Martiniano está documentado históricamente entre los años 430 y 431 en la polémica entre los partidarios de la teología de Cirilo de Alejandría y el partido antioqueño, que apoyaba al patriarca Nestorio de Constantinopla en Oriente.
Durante esta controversia teológica, después de octubre / noviembre de 430, un obispo anónimo de Milán, probablemente el mismo Martiniano, fue el destinatario, junto con los obispos anónimos de Aquileia y Rávena, de una carta escrita por los antioquenos que denunciaban los escritos de Cirilo que, según ellos, estaba impregnado de apolinarismo.
Antes de septiembre / octubre de 431, y probablemente en respuesta a la carta del partido antioqueño, Martiniano escribió una carta, ahora perdida, a Juan I de Antioquía y a los obispos antipirílicos y al mismo tiempo envió una copia del tratado de San Ambrosio de Milán al emperador Teodosio II titulado De incarnatione dominicae sacramento. Sin embargo, no es posible reconstruir la posición teológica de Martiniano en la controversia nestoriana.
Martiniano está documentado en fuentes griegas en una tercera ocasión. De hecho, en las negociaciones que tuvieron lugar después del concilio de Éfeso en Calcedonia entre el 11 de septiembre y el 25 de octubre de 431, Martiniano es mencionado por Juan I de Antioquía y los representantes de su partido, deseando ganarse al obispo Rufo de Tesalónica para su causa para el envío de estos dos escritos que, según los antioqueños, sugieren la oposición de los italianos a la cristología de Cirilo.
Magno Felice Ennodio dedica al obispo milanés, conocido con el nombre de Martiniano, una de sus Carmina, escrita antes del 521, en la que el obispo es calificado de siervo de Dios y alabado por su prudencia y sencillez. Del Carmen de Ennodio parece que Martiniano fue elegido por unanimidad para la sede milanesa, a pesar de su oposición y la copresencia de otro aspirante al episcopado; la misma composición insinúa que durante su episcopado, que duró poco, construyó dos iglesias.
Según un antiguo Catalogus archiepiscoporum Mediolanensium, que se remonta a la época medieval, el episcopado de Martiniano se sitúa entre los de Marolo y Glicerio. El mismo catálogo le asigna 30 años de gobierno y dice que es enterrado el 29 de septiembre en la basílica de Santo Stefano; sin embargo, la tradición le asigna 12 años de episcopado, del 423 al 435.
Otra tradición medieval, que no tiene fundamentos históricos, asocia a Martiniano con la aristocrática familia milanesa de los Osio.
Celebrado el 2 de enero, su aniversario se trasladó al 29 de diciembre con la reforma del martirologio romano en 2004. En 1988, sus reliquias fueron trasladadas a la catedral de Milán y enterradas bajo el altar de Santa Ágata.